# Фонсека, Даниэль
Даниэ́ль Фонсе́ка Га́рис (исп. Daniel Fonseca Garis; род. 13 сентября 1969, Монтевидео) — уругвайский футболист, завершивший карьеру. Играл на позиции нападающего.

## Карьера
Даниэль Фонсека начал свою карьеру в клубе «Насьональ» в 1988 году, и выступал за эту команду на протяжении двух лет, проведя 14 матчей и забив 3 мяча, выиграв с командой южноамериканский суперкубок и Межамериканский кубок в 1989 году, годом раньше «Насьональ» победил в кубке Либертадорес и межконтинентальный кубок, но Фонсека в них участия не принимал.
В 1990 году Фонсека перешёл в итальянский клуб «Кальяри», там номинальный центральный нападающий Фонсека играл слева в полузащите, выполняя функции вингера, потому в первом сезоне Фонсека забил лишь 8 голов в 27 матчах, а во втором 9 мячей в 23 встречах. Летом 1992 года Фонсека перешёл в клуб «Наполи», который искал замену Диего Марадоне, который был дисквалифицирован на 16 месяцев. Действуя на привычной позиции центрфорварда, Фонсека в чемпионате забил 16 мячей, но более всего запомнился матчем на Кубок УЕФА против «Валенсии», в котором Фонсека забил все 5 мячей своей команды, а Наполи победил 5:1. Во втором сезоне Фонсека забил 15 голов в 27 играх, став кумиром тиффози. Но по окончании сезона Фонсеку выставили на трансфер из-за денежных проблем «Наполи».
Покупатели на Фонсеку нашлись быстро, им оказалась «Рома», заплатившая 20 млрд лир «Наполи» и купившая неаполитанскому клубу игрока «Торино» Бенито Карбоне. Однако в «Роме» Фонсека не показывал большой результативности, забив в первый и второй сезон по восемь мячей, а в третий вообще лишь четыре гола, в ту пору в «Роме» лидером нападения был Абель Бальбо, а Фонсека лишь заменял аргентинца, который часто травмировался. В 1997 году Фонсеку купил клуб «Ювентус», искавший нападающего, умеющего выйти на замену, в первый сезон Даниэль провёл в составе «Юве» 15 матчей и забил 4 мяча, большую часть игр выхода на замену. Но уже в следующем сезоне форвард отвоевал место в основе, часто играл (25 матчей) и немного забил (6 голов), но начало сезона 1999—2000 омрачила тяжелая травма Фонсеки, из-за которой уругваец за 2 года провёл лишь 2 матча.
В 2000 году Фонсека в разгар итальянского сезона разорвал, по обоюдному согласию, контракт со «Старой Синьорой» и перешёл в аргентинский «Ривер Плейт», запомнившись тем, что принёс «Риверу» ничью в принципиальном матче с «Бокой Хуниорс» в матче турнира Верано, но Фонсека провёл в «Ривере» лишь 2 месяца. В 2001 году Фонсека вернулся в «Насьональ», в котором Фонсека проводит 5 матчей и забивает 2 гола, выигрывая национальное первенство. В том же 2001-м Фонсека перешёл в итальянский «Комо», но там почти не играл, а в 2003 году решил завершить карьеру, после того, как тренер клуба сказал, что Фонсека не вписывается в его игровую схему и играть в первой команде «Комо» Фонсека не будет.
После окончания карьеры Фонсека устроился агентом, представляя интересы таких футболистов, как Фернандо Муслера, Мартин Касерес, Давид Трезеге, Луис Альберто Суарес.
19 мая 2007 года Фонсека был осуждён на два года тюрьмы за изнасилование массажистки салона из города Комо, после переговоров с пострадавшей и выплатой ей 280 тыс. евро, дело ограничилось условным наказанием Даниэля. Но из-за того, что оно всё же было возбуждено, ФИФА автоматически запретила Фонсеке представлять интересы футболистов из-за регламента, согласно которому агенты не должны иметь уголовных наказаний.

## Достижения
- Чемпион Италии: 1998
- Чемпион Уругвая: 2002
- Обладатель Рекопы: 1989
- Обладатель межамериканского кубка: 1989
- Обладатель кубка Интертото: 1999
- Обладатель Суперкубка Италии: 1997